# اللقبه
اللقبة یک منطقهٔ مسکونی در سوریه است که در استان حما واقع شده‌است.

## خصوصیات
اللقبة ۱٬۹۰۸ نفر جمعیت دارد.